# 飛行船 (優里の曲)
「飛行船」は、日本のシンガーソングライター・優里の楽曲。メジャー5作目の配信限定シングルとして2021年4月17日にリリースされた。

## 概要
「飛行船」は、夢を掴むため、未来へ向かって突き進む人たちへの推進力となるような優里からの応援ソング。
5月18日にYouTubeにてミュージックビデオが公開された。

## 収録曲
1. 飛行船
  - 作詞・作曲：優里